# Nāḩiyat Bayt Jinn
Nāḩiyat Bayt Jinn (arabiska: ناحية بيت جن, ناحية حرمون) är ett subdistrikt i Syrien.   Det ligger i provinsen Rif Dimashq, i den sydvästra delen av landet, 40 km sydväst om huvudstaden Damaskus.
Trakten runt Nāḩiyat Bayt Jinn består till största delen av jordbruksmark. Runt Nāḩiyat Bayt Jinn är det mycket tätbefolkat, med 1 692 invånare per kvadratkilometer.